# ساموراي شوداون (لعبة فيديو 1993)
ساموراي شوداون (بالإنجليزية: Samurai Shodown)‏، هي لعبة قتال، وأول إصدارات سلسلة ساموراي شوداون، التي طورتها ونشرتها إس إن كي، صدرت لأول مرة على منصة الأركيد عام 1993، وتبعتها إصدارات سوبر نينتندو إنترتينمنت سيستم وبلاي ستيشن وسيغا جينسيس. حققت اللعبة نجاحا تجاريا وجماهيرية ضخمة.

## أسلوب اللعب
تدور أحداث اللعبة في أواخر القرن الثامن عشر، وجميع الشخصيات تستخدم الأسلحة. تستخدم اللعبة موسيقى من تلك الفترة الزمنية، مع أصوات الآلات اليابانية التقليدية، مثل الشاكوهاتشي والشاميسين. تم استخدام نسخة محسنة من تكبير الكاميرا التي تم العثور عليها لأول مرة في Art of Fighting في Samurai Shodown. تتضمن اللعبة تصوير الدم. أصبحت اللعبة مشهورة بسرعتها. من خلال التركيز على الضربات السريعة والقوية أكثر من المجموعات، تمت إضافة الحركة البطيئة لتكثيف الضرر الناجم عن الضربات القوية. أثناء المباراة، يحمل الحكم أعلامًا تمثل كل لاعب (اللاعب 1 باللون الأبيض، واللاعب 2 باللون الأحمر). عندما يسدد اللاعب ضربة ناجحة، يرفع الحكم العلم المقابل، للإشارة إلى من وجه الضربة. يظهر رجل التوصيل أحيانًا في الخلفية ويرمي أشياء مثل القنابل أو الدجاج لاستعادة الصحة، مما قد يغير النتيجة.